# Jacqueline Biny
Pour les articles homonymes, voir Biny.
Jacqueline Biny (née Durand), née le 9 mars 1928 à Marseille, décédée le 24 septembre 2008 dans la même ville, était une basketteuse française.

## Biographie
Biny évolue dans divers clubs de la ville de Marseille, dont le SMUC avec lequel elle est championne de France, et l'Olympique de Marseille dont elle est capitaine lors de la finale de la Coupe de France féminine de basket-ball en 1958.

## Palmarès

### Club
compétitions nationales 
- Championne de France en 1945

### Sélection nationale
Championnat du monde
- Médaille de bronze du Championnat du monde 1953 à Santiago du Chili,  Chili

Championnat d'Europe
- 6e du Championnat d'Europe 1954,  Yougoslavie
- 7e du Championnat d'Europe 1952,  Union soviétique

Autres
- Début en Équipe de France le 27 janvier 1951 à Autun contre la Équipe de Belgique
- Dernière sélection le 18 février 1956 à Paris contre l'Équipe d'URSS

## Distinctions personnelles
- Médaille d'or de la Fédération française de basket-ball (FFBB)
- Médaille de la jeunesse, des sports et de l'engagement associatif, or